# 于尔根·达姆
于尔根·达姆（德語：Jürgen Damm，1992年11月7日—），韦拉克鲁斯州人，墨西哥男子足球运动员，司职边锋。他曾代表墨西哥国家队参加2017年国际足联联合会杯，结果队伍获得第四名。